# Fase genitale
Secondo il modello di sviluppo a fasi di Freud, la fase genitale è il quinto e ultimo periodo di sviluppo del bambino, succede alla fase latente.
Essa inizia con la pubertà e si protrae per tutta la vita dell'uomo. 
La fase genitale ha inizio con la pubertà e permette all'adolescente di sviluppare le relazioni con l'altro sesso con l'energia della libido concentrata nuovamente nell'area genitale.
Secondo Freud se si è generata una fissazione in una delle altre fasi, non ci sarà sufficiente energia sessuale per far sì che questa fase si sviluppi senza problemi. Per poter avere un adulto completo, le fissazioni nelle fasi precedenti devono venir risolte e deve esserci un giusto bilanciamento tra lavoro e amore.
Le teorie di Freud sono principalmente orientate al maschile, ma ipotizzò comunque che le giovani ragazze seguissero più o meno lo stesso sviluppo psicosessuale dei ragazzi. Dove i ragazzi sviluppano il complesso di castrazione, le ragazze sviluppano l'invidia del pene; dopo questa fase la donna ha una fase aggiuntiva nel suo sviluppo dove il clitoride dovrebbe trasferire completamente o in parte la sua importanza alla vagina.
La giovane donna deve ad un certo punto lasciare andare la sua prima scelta (la madre) per trasferire la sua attenzione al padre. Essa eventualmente può spostarsi nella femminilità eterosessuale che culmina con il dare nuova vita ad un figlio e sviluppare i suoi desideri infantili. 
In questo momento il figlio/a prenderà il posto del pene in accordo con una simbolica equivalenza.